# Schottentor
Schottentor – jedna ze stacji metra w Wiedniu na linii U2. Została otwarta 30 sierpnia 1980.
Znajduje się w 1. dzielnicy Wiednia Innere Stadt, pod Maria-Theresien-Straße. Nazwa pochodzi od tytułowej Schottentor, dawnej bramy wjazdowej do Wiednia, która została rozebrana w 1860 roku.
W latach 2020–2022 stacja ta będzie stacją końcową w centrum na tej linii z powodu prac budowlanych przygotowujących odcinek od stacji Rathaus do Karlsplatz dla linii U5, oraz budowania nowego tunelu na Neubaugasse dla linii U2.